# Grønlands Nationalgalleri for Kunst
Grønlands Nationalgalleri for Kunst (grönländisch Nunatta Eqqumiitsulianik Saqqummersitsivia) ist ein geplantes Bauprojekt für eine Nationalgalerie in Grönland.

## Geschichte
Die Idee zu einer grönländischen Nationalgalerie entstand 2004 als Initiative einer Reihe grönländischer bzw. grönlandbezogener Künstler, nämlich Aka Høegh, Bodil Kaalund, Anne-Birthe Hove, Arnannguaq Høegh und Jens Rosing. Im Jahr darauf wurde ein Präsidium gegründet, das die Gründung der Nationalgalerie realisieren sollte. Als Leiter wurde der Politiker Josef Motzfeldt ausgewählt und als Protektor Regierungschef Hans Enoksen. Dem Projekt wird eine große Bedeutung für die Stärkung des grönländischen Identitätsgefühls zugeschrieben, was die prominente Besetzung erklären dürfte.
Das Präsidium wurde 2007 in einen Aufsichtsrat umgewandelt, dem 2009 Josef Motzfeldt, Aka Høegh, Bodil Kaalund, Anne-Birthe Hove, Asii Chemnitz Narup, Peter Schultz und Bjørn Nørgaard angehörten. 2007 wurde das Projekt in den Bauplan von Nuuk aufgenommen und im grönländischen Haushaltsplan mit 200.000 kr. bis 2010 finanziert.
2010 wurde ein Architekturwettbewerb für sechs im Voraus ausgewählte nordische Architekturbüros ausgeschrieben, wobei jedes Land (Grönland, Dänemark, Norwegen, Schweden, Finnland und Island) mit einem Architekturbüro vertreten war. Nachdem das isländische Architekturbüro keinen Vorschlag einreichte, gewann das dänische Architekturbüro Bjarke Ingels Group (BIG) den Wettbewerb.
Um den Vorschlag realisieren zu können, wurden Verhandlungen mit der grönländischen Regierung und der Kommuneqarfik Sermersooq eingeleitet. Erst 2016 bzw. 2017 gaben beide bekannt, den Betrieb der Nationalgalerie finanziell zu übernehmen, sobald diese eröffnet worden ist. 2018 wurden zudem weitere 2 Mio. kr. aus dem Haushaltsplan für die weitere Planung bewilligt. Die Baukosten werden auf rund 260 Mio. kr. geschätzt, für die ab 2021 nach einer Finanzierung gesucht wurde. Hierfür wurden die beiden Aufsichtsratsmitglieder Minik Rosing und Lars Kærulf Møller mit dem Fundraising beauftragt. 2022 gab die Regierung bekannt, den Bau mit 50 Mio. kr. zu unterstützen. Im Februar 2023 spendete ein anonymer dänischer Unternehmern weitere 50 Mio. kr.

## Sammlung
Die Nationalgalerie soll vor allem grönländische Kunst aus allen Epochen, aber auch internationale Kunst aus anderen Teilen der Arktis sowie dem weiteren Ausland beinhalten. Einige Kunstwerke befinden sich bereits im Besitz des Aufsichtsrats oder sind diesem versprochen worden, darunter große Teil der Werke von Hans Lynge und Anne-Birthe Hove.

## Gebäude
Die Nationalgalerie soll gemäß Plänen an der Westküste Nuuks am nördlichsten Punkt des eigentlichen Stadtteils Nuuk errichtet werden. Das Gebäude soll ringförmig sein und einen Durchmesser von 54 m haben, wovon die inneren 34 m das unbebaute Ringzentrum sein sollen. Die Form soll entfernt an einen Zeltring, ein Iglu oder einen Steinkreis erinnern. Die zum im Ringinneren geplanten Gartenbereich hin ausgerichtete Wand soll aus einer großen Glasscheibe bestehen. Da das Gebäude auf einem Felsabhang errichtet werden soll und somit schräg ist, bietet die Glasscheibe somit auch Aussicht über den Nuup Kangerlua.